# ウシャス (ゲーム)
『ウシャス』（Uşas）は、コナミから1987年に発売されたMSX2用アクションゲーム。欧州版タイトルは "The treasure of Usas" 。

## ストーリー
R大学東洋史学科で考古学を専攻するアトレ助教授は、近年全く業績を挙げることができず、彼の研究室の閉鎖は時間の問題となっていた。そんな折、インドでウシャス（暁の女神）の像が見つかった。その額には、実に500カラットという巨大な宝石が埋め込まれていた痕跡があった。そのニュースを新聞で読んだ助教授は、ウシャス像についての古い資料が研究室にあったのを思い出した。早速その資料を確認すると、そこには古地図があるだけだった。
アトレ助教授はウシャスの秘宝を手に入れるため、自分の門下で研究を続ける研究生のクレスとウィットにアカハラまがいの脅迫をし（前者はレポート未提出、後者は無断欠席が多いため、どちらも留年の危機にあった）、無謀ともいえる遺跡調査へと送り出したのであった。
エンディングでは、ウシャス像の秘密が明らかにされる。クレスとウィットがウシャスの秘宝を全て集め、それが1つになった巨大な宝石をウシャス像の額に嵌めると、宇宙からも観測できるほどの巨大なきのこ雲が沸き上がる。
実はウシャス像と宝石は古代人の作った核兵器の起爆スイッチであり、悪用を恐れた古代人がスイッチたる宝石を分割し厳重に封印していたものであったことが、アトレ助教授の追跡調査によって明らかとなる。

## 作品解説
インドや東南アジアの遺跡を舞台としたアクションゲームである。主人公はクレスおよびウィットを操作し、ペグー・トンコウ・アルチ・フンザ・アグラの5カ所の遺跡を探検する。各遺跡には「喜」「怒」「哀」「楽」という4つのステージと1つの神殿がある。各ステージには「感情の魔物」が住んでおり、神殿の鍵を守っている。「感情の魔物」を全て退治することで神殿の守神と戦うことができるようになる。守神を倒せばその遺跡はクリアとなる。
ステージごとのパスワードは、JUBA RUINS、HARAPPA RUINS、GANDHARA RUINS、MOHENJO DAROと、遺跡の名前が割り当てられている。
このゲームの最大の特徴は、感情システムである。二人の主人公はアイテムによって喜怒哀楽の感情を変化させ、その感情に応じて攻撃方法なども変わっていく。また、「感情の魔物」の住む部屋に入るにはそのステージと同じ感情になっていなくてはならない。たとえば「怒」ステージで「感情の魔物」の住む部屋の扉を開けるには、主人公が怒っていなくてはならない。ただし扉を開けた後は感情を変えてもかまわない。
また、山下絹代によって手がけられたBGMは、感情にあわせ同じ曲が移調して演奏される。
同社製のカートリッジに見られたリンクシステムも健在で、スロット1に『ウシャス』、スロット2に『魔城伝説II ガリウスの迷宮』を挿した状態で起動すると、コインが100の状態でスタートし、同様に、『メタルギア』との組み合わせでは受けるダメージが半減、『グラディウス2』ならF5でコンティニューができ、『F1スピリット』では必殺技が常に使用できるようになる。

## 基本操作

### ゲームの進め方
ゲームはターミナル画面から始まる。プレイヤーはクレスとウィットを操作し、ゲームを開始したいステージあるいは神殿を選択する。スペースキーを押すと、使用キャラクターを決めるためのターミナルセレクト画面が表示される。なお、ゲーム中は使用キャラクターを変更することはできない。
ステージを選択すると、ゲームが始まる。サイドビュー形式で、垂直に伸びる梯子で上下の床がつながっている。当面の目的は、各ステージの「感情の魔物」を倒し、神殿の鍵を4つ集めることである。それぞれのステージには「喜」「怒」「哀」「楽」と書かれたパネルが落ちており、それを回収することで主人公の感情は変化する。上述のように、「感情の魔物」の部屋に入るための扉を開けるには、主人公の感情をそのステージのものと同じにしなくてはならない。「感情の魔物」を倒すとそのステージの入口は崩れてしまい、再び入ることはできない。
4つの鍵を全て集めると、神殿に入ることができるようになる。神殿内では巨神像がウシャスの秘宝を守っている。画面中央にあるウシャスの秘宝（あるいは囚われの女性）を回収することで巨神像が姿を現す。巨神像の周囲を回る珠を全て破壊すれば、その遺跡はクリアとなり、次の遺跡へと移動する。移動の際にはクレスとウィットの探検の一コマを描いたユーモラスなアニメーションを見ることができる。この時に表示されるパスワードは、タイトル画面でCtrlキーを押してから入力すればコンティニューできる。ただしパワーアップやコインは引き継がれない。

### システム
キーワード入力でゲームを再開すると、コインや能力値は初期値に戻ってしまう。
パワーアップ・モード（サブ画面）ではゲーム中に回収したコインを使ってパワーアップしたり、体力を回復したりする。なお、ゲーム中に主人公を交代させることはできない。交代の必要がある時にはステージの外まで引き返さなくてはならない。
ライフ制を採用しており、敵からダメージを受けることでライフメーターが減少していく。ライフがゼロになるとそのキャラクターは敵に捕らえられ、ゲームに参加できなくなる。そのステージをもう一方の主人公がクリアすることで仲間を取り戻せる。

## 二人の主人公
ゲームの主人公は、背が高くておっとりしたウィット・アルティと、小柄ですばしこいクレス・スタンレーの二人である。ウィットはジャンプが得意だが移動速度は遅く、クレスは逆に跳躍力はないものの移動速度が速い。攻撃方法は感情によって変化する。

### 感情による変化
本ゲームの主人公には感情があり、ゲーム中に感情アイテムを回収することで変化していく。感情に応じてそれぞれの主人公は以下のように攻撃方法を変える。特に感情が「喜」の時には必殺技も使える。「哀」の場合には攻撃力は最弱となるものの、ギミックの動きが遅くなったり、岩を押すのが楽になったりという利点もある（逆に「喜」の時には岩を押すことができない）。なお、二人はステージセレクトなどの場面でひんぱんに言葉を交わすが、その表現も感情ごとに違うものとなる。
ウィット（銃による攻撃）
喜
三方向ミサイル。三方向に弾が飛ぶ。
必殺技は、2段ジャンプ。ジャンプの操作を連続で行うことにより、およそ倍の跳躍力が得られる。
怒
火炎放射弾。
哀
ノーマルショット。連射はできない。
楽
連射が利くショット。
クレス（武術による攻撃）
喜
分身ショット。クレスの分身が出て敵を攻撃する。
必殺技は空中歩行。床をはみ出してもそのまま空中を歩ける。
怒
前転体当たり。体を丸めて回転し、体当たりすることで敵にダメージを与える。
哀
キック。
楽
キック。哀と異なり連続してキックすることができる。

### パワーアップ
ステージ内でコインを回収し、投資することにより主人公のパワーアップができる。F1キーでサブ画面を表示させ、高めたい能力を選択する。コインはステージ内に落ちているが少額コインは敵を倒すことでも得られる。

## キャラクター

### 主人公など
ウィット・アルティ
主人公の一人。面長で長身（192センチメートル）。赤紫の服を着て銃を持っている。移動は遅いがジャンプ力はかなりのもの。1964年11月5日生。
クレス・スタンレー
主人公の一人。背が小さく、少年のようなあどけなさもある。ジャンプ力はあまりないが移動が速い。1965年7月23日生。
アトレ助教授
昇進を夢見る助教授。ゲーム中には名前のみの登場となる。
Bee
神殿にとらわれている女性。物語には深く関わってこないが、助けることでコインが得られる。

### 敵
守神
ウシャスの秘宝を守る巨神像で、全5種類。それぞれ攻撃方法が異なる。周囲をめぐる珠が弱点。
ラフンダー
「喜」ステージの「感情の魔物」。不気味な笑いを浮かべた、頭だけの怪物。笑いながら弾を撃ってくる。
ハアーングリ
「怒」ステージの「感情の魔物」。牙をむき出しにした、やはり頭だけの怪物。床を食べながら攻撃を仕掛ける。食べられた床は穴となる。
クライヤン
「哀」ステージの「感情の魔物」。爬虫類の様な姿をしている。壁をよじ登っては落ち、そのたびに涙を飛ばして泣く。
アンチョック
「楽」ステージの「感情の魔物」。人間のような姿をしているが額には角がある。床から現れ、背中に背負ったブロックを真下に落とす。ブロックは地面に達するまでであれば破壊可能。
ゾンビ
モスグリーンの肌をした死体。墓から這い出してくる。
ウォームエッグ
ダガリアという蛾の卵で、攻撃を加えたり主人公が体当たりをしたりすると孵化する。幼虫はトゲだらけの白いイモムシ。
シットルケ
白い布を頭からかぶり、階を上下する。踏み殺せる。
ライシー
青くてすばしこい小鬼。ジャンプで踏みつぶせる。
ハーフィー
死神だが、鎌ではなくて釜で攻撃してくる。
スパイダー
宙を舞う蜘蛛。
ラダーペッカー
赤いキツツキで、梯子をつついている。
ナイトギア
洋風の甲冑を身にまとっており、主人公に向かって剣を投げる。本体は頭だけ。攻撃すると頭のみがピョンピョンと飛び跳ねる。
ミュースライム
ピンク色のトカゲに見える。スライムに手足が生えたもので、遺跡の壁を這い回りながら弾を撃つ。
クッソー
盗賊の死骸。まさに屈葬のスタイルのまま墓から宙に浮かび、主人公の真上に来た瞬間に落下する。
セミマル
袈裟をまとい、鐘をならしている僧侶。
BAT BAT
コウモリ。
ホンフロッグ
巨大な母親ガエルだが、すぐに体が破裂して子ガエル数匹を周囲にまき散らす。
オクトパ
天井にはりついている緑色のタコ。墨を落とす。
モーズ
縦に重なったモアイ。攻撃すると主人公に向かって飛び出してくる。